# 2021年12月ドイツキリスト教民主同盟党首選挙
2021年12月ドイツキリスト教民主同盟党首選挙は、2021年12月17日に行われたドイツキリスト教民主同盟の党首を決める選挙。
フリードリヒ・メルツが勝利した。2022年1月21、22日に行われる党大会での代議員投票で正式決定する。